# Adria Motor Car Corporation
Adria Motor Car Corporation war ein US-amerikanischer Hersteller von Automobilen.

## Unternehmensgeschichte
Das Unternehmen wurde 1921 in Batavia im US-Bundesstaat New York gegründet. Die Produktion von Automobilen begann. Der Markenname lautete Adria. Präsident war Louis F. Vremsak. Im Oktober 1921 kam es wegen eines möglichen Patentverstoßes zu einem Rechtsstreit mit der Parenti Motors Corporation, die von Joseph Parenti, einem ehemaligen Partner von Vremsak, geleitet wurden. Die Produktion ruhte vorübergehend. Wenig später kam es zu finanziellen Problemen, die erneut zu einer Produktionsunterbrechung führten. Im März 1922 ging die Fertigung weiter, endete aber noch im gleichen Jahr.
Eine Quelle gibt an, dass zwischen 20 und 40 Fahrzeuge entstanden. Eine zweite Quelle nennt für die Phase zwischen den beiden Unterbrechungen exakt 15 fertiggestellte Fahrzeuge plus weitere 17, die sich im Bau befanden.

## Fahrzeuge
Im Angebot stand nur das Model A-1. Es hatte einen Vierzylindermotor von Supreme mit 2932 cm³ Hubraum und 39 PS Leistung. Der Radstand betrug 305 cm. Zur Wahl standen laut einer Quelle Tourenwagen und Sedanette, beide mit fünf Sitzen. Eine zweite Quelle bestätigt den Tourenwagen, gibt aber an, dass Limousine und Roadster nur geplant waren.